# Tá Tudo Bem (canção)
"Tá Tudo Bem" é uma canção da cantora e compositora brasileira Paula Fernandes em parceria com a dupla Israel & Rodolffo. A canção foi lançada como single em 22 de setembro de 2022.  A canção foi lançada nas rádios em 3 de outubro como primeiro single do álbum 11:11 (2023), estreando na posição 15ª das mais tocadas.

## Composição
A composição da canção é uma parceria de Fernandes com o cantor Juan Marcus, dupla com Vinícius.

## Apresentação ao vivo
A canção foi apresentada em 22 de setembro de 2022 no programa Encontro com Patrícia Poeta da Rede Globo..
No dia 25 de setembro a canção foi apresentada com exclusividade na entrevista com o repórter Micheal Keller no programa da Record Domingo Espetacular. 
No dia 3 de outubro de 2022, a cantora apresentou Tá Tudo Bem no programa Faustão na Band.  .

## Versão solo
A canção ganhou uma versão solo cantada por Fernandes em voz e violão, tendo seu lançamento em 27 de outubro de 2022, no canal oficial da vevo. 

## Desempenho nas tabelas musicais
| Tabela musical (2022)                                  | Melhor posição |
| ------------------------------------------------------ | -------------- |
| Brasil - Billboard Brasil Hot 100 Airplay              | 15             |
| Brasil - Billboard Brasil Regional São Paulo Hot Songs | 1              |

## Faixas
- Download digital

1. "Tá Tudo Bem" - 3:11